# Schwäbische-Alb-Oberschwaben-Weg
Der Schwäbische-Alb-Oberschwaben-Weg ist der Hauptwanderweg 7 (HW 7) des Schwäbischen Albvereins. Mit einer Gesamtlänge von 240 Kilometern verläuft er von Lorch im Remstal über Göppingen und Bad Saulgau bis nach Friedrichshafen und führt dabei durch sieben Landkreise Baden-Württembergs vom Schwäbischen Wald über die Schwäbische Alb durch Oberschwaben bis an den Bodensee.

## Bedeutung im Wegenetz des Albvereins
Der Schwäbische-Alb-Oberschwaben-Weg dient, in Kombination mit dem Abschnitt Miltenberg – Lorch des Limes-Wanderweg, als Nord-Süd-Achse durch Baden-Württemberg und bildet somit das Rückgrat der Hauptwanderwege des Albvereins. Durch seine Wegführung kommt der Schwäbische-Alb-Oberschwaben-Weg als einziger Hauptwanderweg des Schwäbischen Albvereins mit fast allen anderen Hauptwanderwegen in Berührung. In Lorch neben dem Limes-Wanderweg und dem HW 10 mit dem HW 3, mit dem er sich ein Stück der Wegführung teilt. Ab dem Boßler bis zu den Eckhöfen verläuft die Wegführung simultan zum Nordrandweg. In Hütten kreuzt er den Südrandweg, im Lautertal und noch einmal auf dem Bussen begegnet er dem HW 5. In Friedrichshafen schließlich teilt er sich ein kurzes Wegstück mit dem HW 9, zudem endet auch der HW 4 am Fährhafen. Von den zehn Hauptwanderwegen kommt lediglich der Frankenweg nicht in Berührung mit dem HW 7.
Weitere bekannte Wanderwege, die der HW 7 kreuzt oder teilweise folgt, sind der Burgen-Weg über die Schwäbische Alb, der Bodensee-Rundweg, der Besinnungsweg Ehinger Alb, der Jubiläumsweg Bodenseekreis, der Remswanderweg und der Remstal-Höhenweg sowie die Jakobswege im Raum Göppingen und Oberschwaben.
Von den zehn Hauptwanderwegen des Albvereins ist der Schwäbische-Alb-Oberschwaben-Weg der siebtlängste.

## Geschichte
1976 wurde auf der Gauwegemeistertagung beschlossen, die bestehenden Hauptwanderwege (Schwäbische-Alb-Nordrand-Weg und Schwäbische-Alb-Südrand-Weg) um weitere acht Hauptwanderwege zu erweitern. Ziel war, das Wanderwegenetz stärker zu gliedern, zusammenzufassen und anziehender zu gestalten.
1978 wurde das neue Hauptwanderwegnetz geplant. Die Auswahl erfolgte dabei nach landschaftlichen und geschichtlichen Kriterien. Nach Annahme der Wanderwege auf der Hauptwegmeistertagung 1979 wurde das Wegenetz auf der Hauptversammlung des Schwäbischen Albvereins in Aalen am 9. Juni 1979 dem Hauptausschuss vorgelegt und schließlich genehmigt.
Der Schwäbische-Alb-Oberschwaben-Weg wurde dabei als Hauptwanderweg 7 festgelegt. In Kombination mit dem in Miltenberg beginnenden Limes-Wanderweg (HW 6) ist er angedacht als sogenannter „Mitteweg“ durch Baden-Württemberg von Nord nach Süd. Sein Startpunkt wurde daher am „Knick“ des Obergermanischen Limesweg beim Parkplatz des Klosters Lorch festgelegt.
Der Schwerpunkt der Wegplanung galt dabei der Kultur und Landschaft Oberschwabens. Wie bei den meisten anderen in diesem Zeitraum angelegten Hauptwanderwegen wurde bei der Wegmarkierung größtenteils auf bereits bestehende Wege des Albvereins zurückgegriffen, und diese durch die Neumarkierung zum Hauptwanderweg aufgewertet.
Innerhalb von drei Jahren war die Markierung des damals 200 km langen Wanderweges abgeschlossen. Eine offizielle Einweihung fand nicht statt.

## Wegverlauf

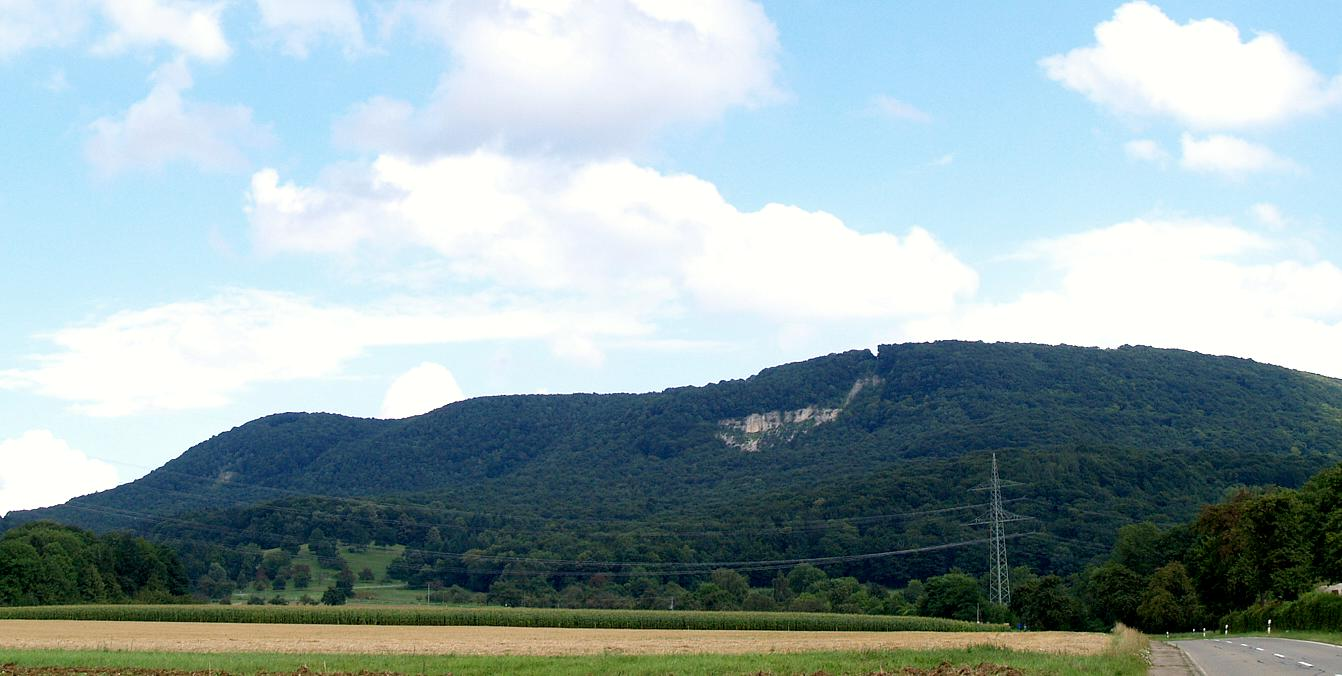
Entlang des Albtraufes am Boßler verläuft der HW 7 zusammen mit dem Schwäbische-Alb-Nordrand-Weg (HW 1) auf über 800 Meter Höhe nach Süden (nach rechts).

Der Schwäbische-Alb-Oberschwaben-Weg beginnt in Lorch und führt südlich über den Hohenstaufen mit seiner Burg nach Göppingen. Bei Bad Boll wird der Trauf der Schwäbischen Alb erreicht und mit dem Boßler erstiegen. Der Weg berührt hier das Biosphärengebiet Schwäbische Alb der UNESCO und stößt auf den Schwäbische-Alb-Nordrand-Weg, den HW 1. Mit ihm gemeinsam verläuft er nach Süden, bis sich die Wege kurz vor der Ruine Reußenstein wieder trennen.
Der weitere Weg über die Alb berührt Wiesensteig, die Schertelshöhle, Westerheim, Laichingen und Hütten. Dort kreuzt er den Schwäbische-Alb-Südrand-Weg, den HW 2. Dann geht es weiter durch die Lutherischen Berge. Nahe bei Obermarchtal gelangt der Wanderer an den Südrand der Schwäbischen Alb.
Der Hauptwanderweg 7 überquert die Donau bei Zwiefaltendorf und führt auf den markanten Bussen. Nächste Station ist Bad Buchau am Federsee. Der Weg durchstreift die oberschwäbische Landschaft, berührt Bad Saulgau, Altshausen und Wilhelmsdorf. Dann zieht der Weg durch die hügelige Moränenlandschaft des Linzgaus, streift den Höchsten und überschreitet den Gehrenberg. Vorbei an Markdorf erreicht man den Endpunkt Friedrichshafen. Der Wanderweg endet beim Fährhafen nach Romanshorn.

## Markierung
Der Weg ist, nach dem Schema der Hauptwanderwege des Schwäbischen Albvereins, mit einem roten Querbalken auf weißem Hintergrund markiert. Meist, aber nicht immer, findet sich die Bezeichnung „HW 7“ in schwarzer Farbe unter- oder oberhalb des Balkens.
Für die Markierung sind die Ortsgruppen des Albvereins zuständig. Die durchgängige Markierung beginnt am Bahnhof Lorch ab der Wandertafel der Ortsgruppe Lorch, was mitunter dazu führt, dass der Beginn des Wanderwegs von dort aus angesehen wird. Vom Kloster Lorch bis zum Bahnhof folgt die Strecke der Wegmarkierung des Main-Neckar-Rhein-Wegs, einem stilisierten grünen Baum auf stilisiertem grünem Hügel.
Teilweise werden noch herkömmliche Wegweiser verwendet, die vom Albverein ab den 1960er Jahren angebracht wurden. Im Landkreis Ravensburg und im Bodenseekreis sind bereits die 2012 beschlossenen neuen Einheitswegweiser errichtet. Für den Alb-Donau-Kreis wurde geplant, das neue Beschilderungskonzept bis Ende 2015 abzuschließen, jedoch wurden auf der Ehinger Alb noch im August 2017 neue Wegmarkierungen gesetzt.

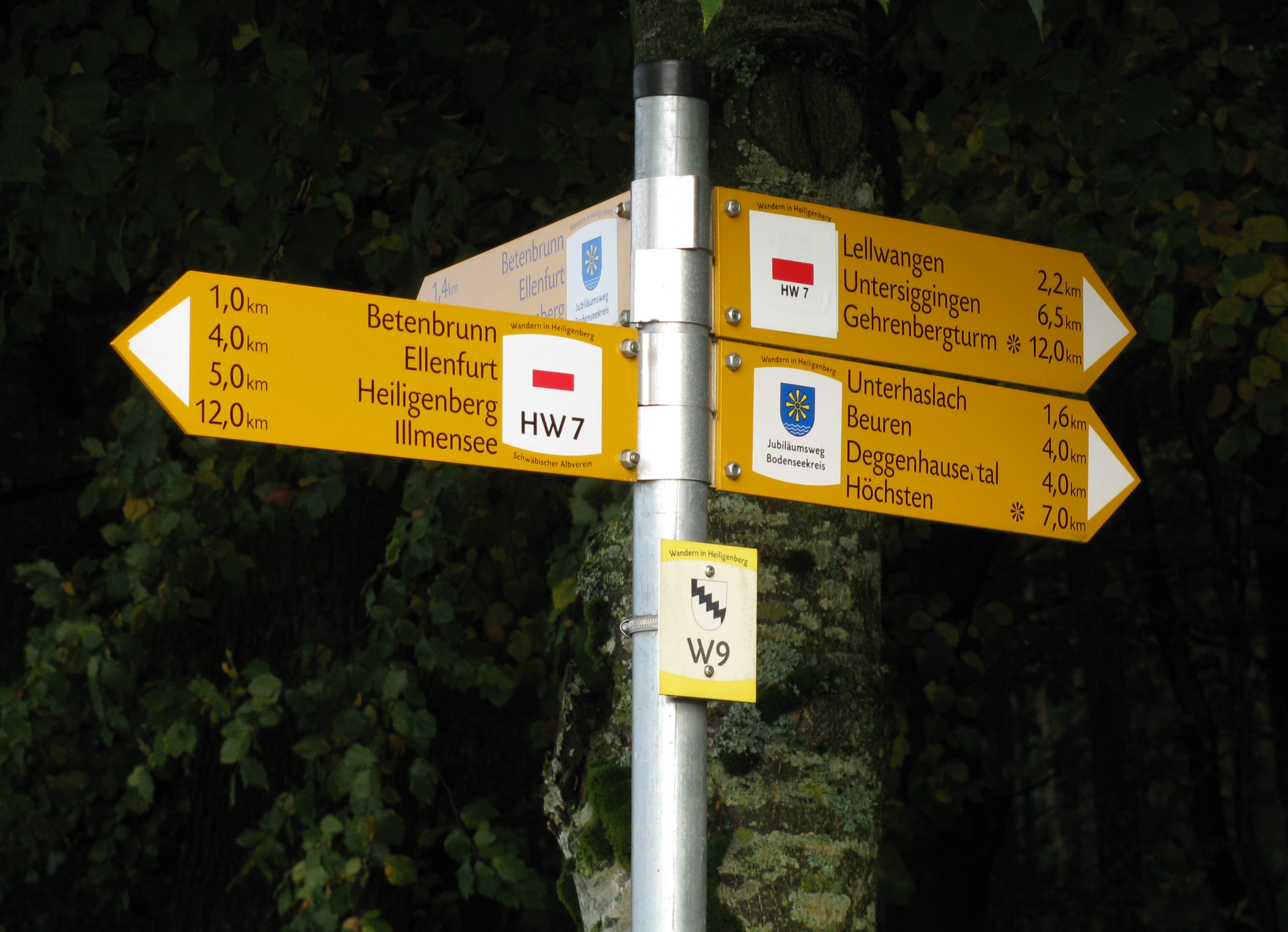
Wegweiser nach moderner Ausprägung im Bodenseekreis

## Wanderpass und Wandernadel
Vom damaligen Hauptwegemeister Karl-Heinz Lautenschlager wurden Anfang der 1990er Jahre für alle Hauptwanderwege ein Wanderpass und eine Wandernadel geschaffen. Der Wanderpass enthält Felder für Kontrollstempel und dient als Nachweis über die erwanderte Strecke. Gegen Vorlage des vollständig ausgefüllten Wanderpasses und einer Bearbeitungsgebühr von 5 Euro werden eine Urkunde und eine Wandernadel ausgehändigt.
Die Nadel für den Schwäbischen-Alb-Oberschwaben-Weg zeigt die Schlosskirche in Friedrichshafen.
Im Gegensatz zu anderen Wanderwegen (wie z. B. der Harzer Wandernadel) gibt es auf dem HW 7 keine offiziellen Stempelstellen. Die Nachweise werden über Wanderheime, Gasthäuser, Touristikbüros o. ä. erbracht. Teilweise kann auf die Stempel des Göppinger Jakobswegs (Hohenstaufen, Göppingen) oder des Oberschwäbischen Jakobswegs (Heratskirch, Markdorf) zurückgegriffen werden.

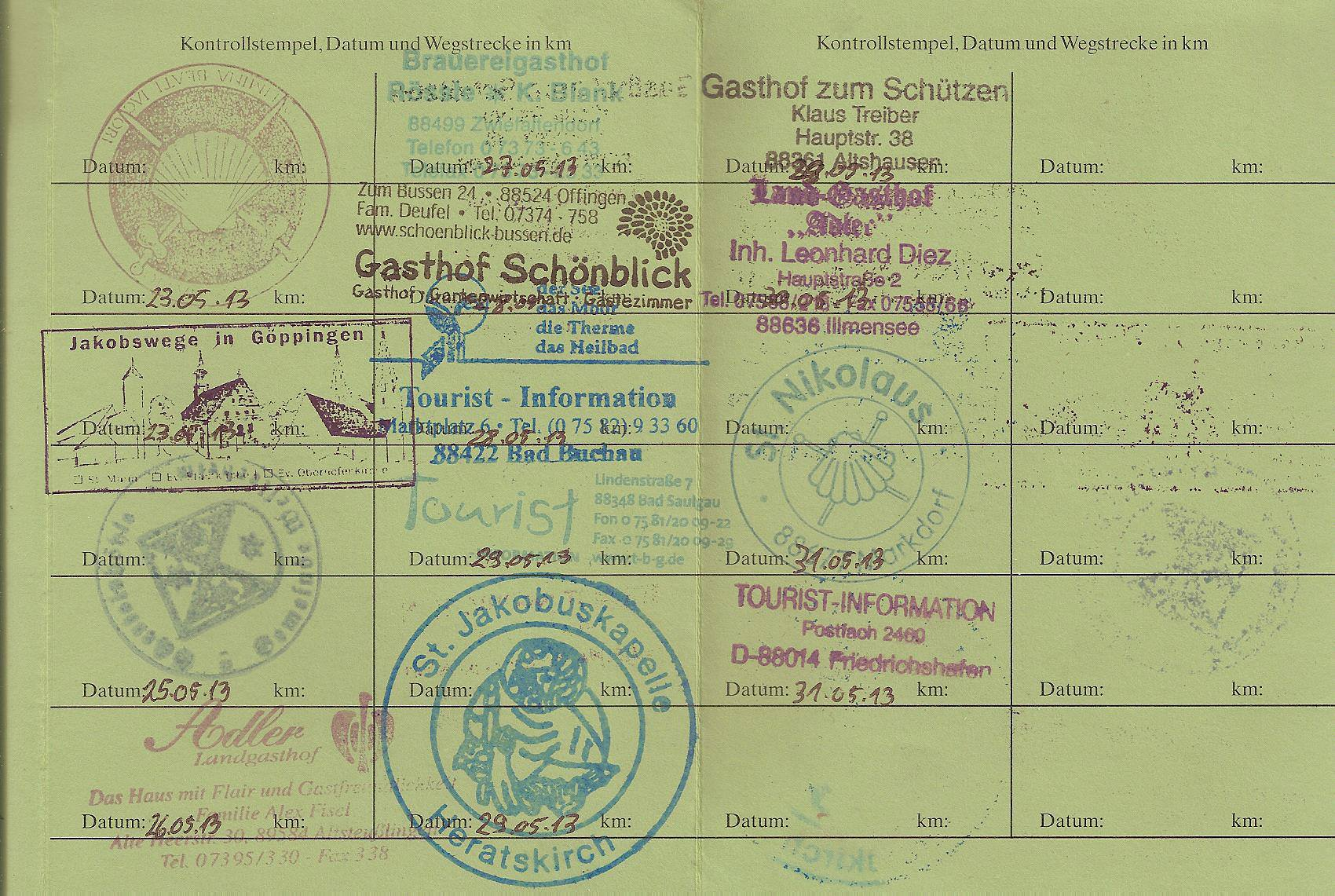
Wanderpass mit Kontrollstempel
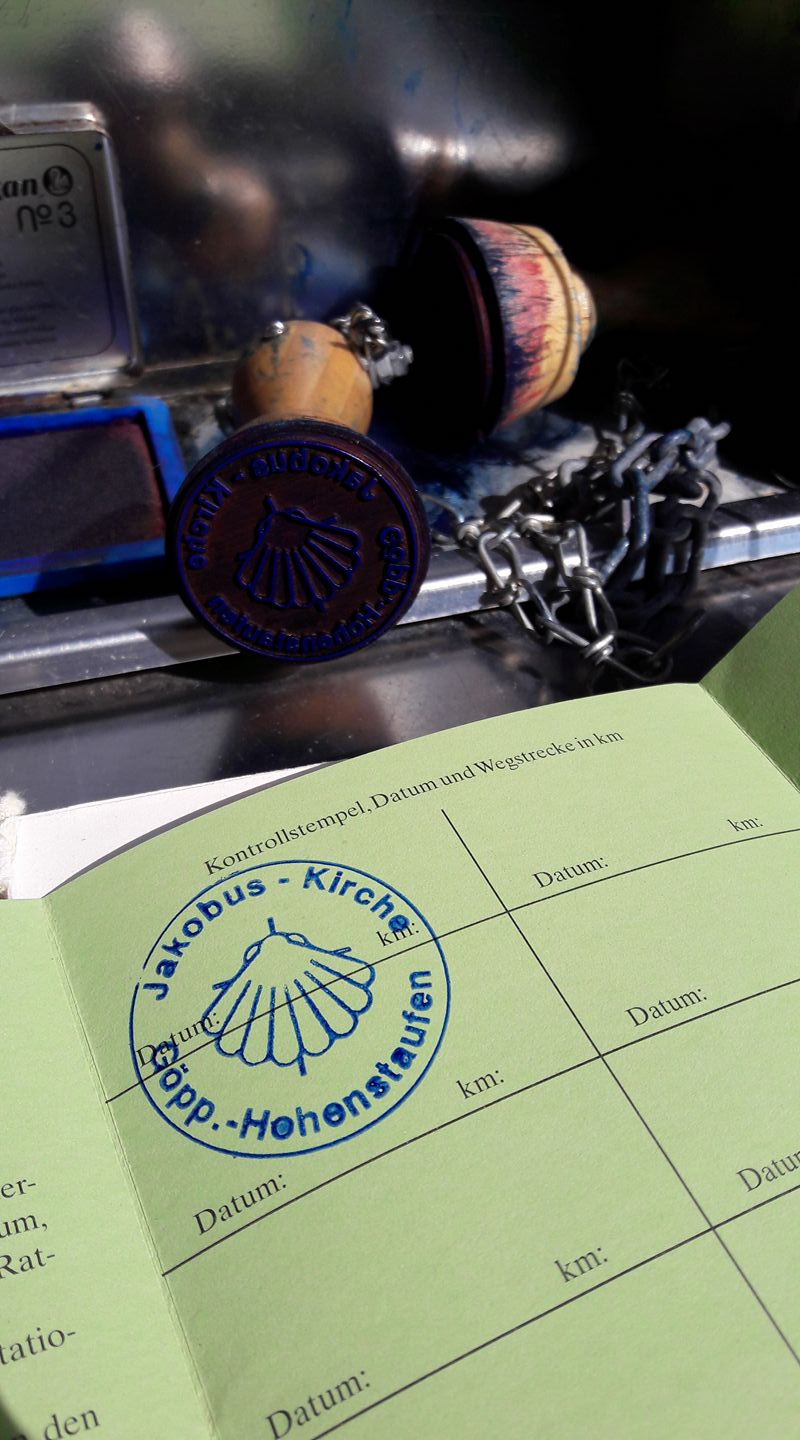
Stempelstelle des Jakobswegs in Hohenstaufen

## Sehenswürdigkeiten am Wege
- Im ersten Teil: Burg Hohenstaufen und Göppingen
- Der Weg über die Alb streift fünf bemerkenswerte Höhlen: die Schertelshöhle, die Laichinger Tiefenhöhle, die Sontheimer Höhle, die Karls- und Bärenhöhle und die Zwiefaltendorfer Tropfsteinhöhle.
- Die Stationen der Oberschwäbischen Barockstraße erfordern sämtlich einen Abstecher: Klosterkirche Obermarchtal, Kloster Sießen bei Bad Saulgau und Kloster Hofen bei Friedrichshafen.
- Stationen der Schwäbischen Bäderstraße: Bad Buchau und Bad Saulgau